# Championnat d'Autriche de hockey sur glace 1992-1993
Saison précédente Saison suivante
Le championnat 1992-1993 de hockey sur glace d'Autriche a été remporté par l'EC VSV.

## Saison régulière
Classement
| Place | Équipe         | PJ | V  | N | D  | Diff.  | Points (bonus) |
| ----- | -------------- | -- | -- | - | -- | ------ | -------------- |
| 1er   | EC VSV         | 20 | 11 | 3 | 6  | 82:66  | 29 (4)         |
| 2e    | EC Graz        | 20 | 8  | 7 | 5  | 74:61  | 26 (3)         |
| 3e    | EK Zell am See | 20 | 10 | 3 | 7  | 66:55  | 24 (1)         |
| 4e    | EV Innsbruck   | 20 | 8  | 5 | 7  | 69:62  | 21 (0)         |
| 5e    | EC KAC         | 20 | 5  | 3 | 10 | 75:71  | 14 (1)         |
| 6e    | VEU Feldkirch  | 20 | 2  | 3 | 15 | 64:105 | 9 (2)          |

Entre parenthèses, le bonus obtenu par le classement en Alpenliga.

## Séries éliminatoires
|  | Demi-finales | Demi-finales |   |  | Finales | Finales |  |
|  |              |              |   |  |         |         |  |
|  | EC VSV       | 3            |   |  |         |         |  |
|  | Innsbruck    | 0            |   |  |         |         |  |
|  |              |              |   |  | EC VSV  | 3       |  |
|  |              | EC Graz      | 0 |  |         |         |  |
|  | EC Graz      | 3            |   |  |         |         |  |
|  | Zell am See  | 0            |   |  |         |         |  |

### Demi-finales
| EC VSV (1) - Innsbruck (4)    | 3:0 | 6:2 | 7:1 | 6:2 |
| EC Graz (2) - Zell am See (3) | 3:0 | 6:3 | 4:3 | 7:0 |

### Finale
| Série                    | Score | Match 1 | Match 2 | Match 3 | Match 4 | Match 5 |
| ------------------------ | ----- | ------- | ------- | ------- | ------- | ------- |
| EC VSV (1) - EC Graz (2) | 3:0   | 6:0     | 3:1     | 3:1     |         |         |

## Classement
1. EC VSV
2. EC Graz
3. EK Zell am See
4. EV Innsbruck
5. EC KAC
6. VEU Feldkirch

## Effectif vainqueur
| Champions d'Autriche EC VSV | Gardiens de but : Gus Morschauser, Gerhard Thomasser Défenseurs : Jeff Geiger, Herbert Hohenberger, Engelbert Linder, Giuseppe Mion, Gerhard Unterluggauer, Emanuel Viveiros Attaquants : Peter Floriantschitz, Kim Issel, Wolfgang Kromp, Günther Lanzinger, Manfred Mühr, Helmut Petrik, Peter Raffl, Gerald Rauchenwald, Gerald Ressmann, Ken Strong, Alfie Turcotte Entraîneur : |